# Si Čchia
Si Čchia, (Čínština: 熙洽; pinyin: Xī Qià; Wade–Giles: Hsi Hsia), známý také jako Si Sia (pinyin: Xi Xia) (1883-1950) byl vrchní velitel Kirinské provinční armády Čínské republiky, který po záboru Mandžuska přešel na stranu Japonců. Působil také jako významný generál a ministr v Mandžukuu.

## Životopis
Narodil se roku 1883 v Mukdenu jako etnický manču rodově spřízněný s klanem Aisin-Gyoro. Již po svržení dynastie Čching roku 1911 podporoval vznik státu Mandžuů na území severovýchodní Číny, tedy Mandžuska.
V mládí studoval v Japonsku na armádní akademii a později se dostal do služeb fengtienské kliky generála Čang Čuo-lina, pozdějšího prezidenta čínské republiky, kde dosáhl hodnosti poručíka.

### Kariéra v Mandžukuu
Dne 26. září 1931, po tzv. Mukdenském incidentu spolupracoval s Japonci na pacifikaci provincie Kirin, kde 30. září sestavil porvizorní vládu, kterou sám ovládal. Po úplném dobytí jižního Mandžuska byl na popud generála Kendžiho Doihary nápomocen Japoncům při dobývání Charbinu a severního Mandžuska.
Po založení Mandžukua byl Čchia jmenován guvernérem provincie Kirin až do roku 1932, kdy byl odejit po neúspěšném potlačení vzpoury partyzánů.
Od roku 1934 pracoval v ministerské radě Mandžukua jako ministr financí, od roku 1935 jako ministr pro císařské záležitosti a od roku 1936 jako ministr vnitra.

### Po válce
Na konci druhé světové války byl zajat sovětskou rudou armádou a až do roku 1950, kdy byl vrácen do Číny, byl vězněn na Sibiři. Zemřel v čínském vězení pro válečné zločince ve Fu-šunu téhož roku.